# 0.03秒 (お笑いトリオ)
0.03秒は、吉本興業東京本社（東京吉本）に所属していた東京NSC14期生（2008年4月入学、2009年4月卒業）のお笑いトリオである。2009年4月にデビューしてから、約5年間、テレビ番組、お笑いライブ等で活動した。2014年3月10日解散。解散後も全員、ピンで活動している。

## メンバー
エリック・ニコラス（1989年6月12日（36歳） - ）
- 群馬県出身。
- 血液型はO型。
- ボケ、またはツッコミ両方担当。
- 母親が日本人で父親がアルゼンチン人のハーフである。日本語は普通に話せるのだが、ハーフ芸人というキャラクターづくりのためネタ中だけはあえて片言で喋っている。
- 学生時代に引きこもりであったため、とても世間知らずであった。織田裕二や下北沢のことを何なのか知らなかった[2]。
- 特技は水泳で、中学生時代は水泳で関東大会1位になった経験がある。フジテレビ『芸能界特技王決定戦 TEPPEN』に水泳部門で出場したこともある。芸ではモノボケも得意とする。
- 趣味はオンラインゲーム、オリジナルソング作成、ボイスチャット、間食、昼寝、動画観賞。
- 数々のオンラインゲームでランキングに入るゲーマーで、また『Halo 2』・『Halo 3』では全国大会ベスト8になった経験がある[3]。『ドラゴンネスト』公式ブログには自身のブログのリンクが貼られていたほどである。そのためにトリオでゲーム関係のライブやイベント等の仕事に呼ばれることが多い[4][5][6]。

川島 拓真（かわしま たくま、1989年12月23日（35歳） - ） 
- 群馬県出身。
- 血液型はA型。
- アクション担当。
- リーダーと呼ばれたりすることがあるが、実際のリーダーではない。
- 趣味はトレーニング、ジオラマ作成、ネットサーフィン、読書、映画鑑賞、アニメ鑑賞。
- 特技はキックボクシング。
- 芸人引退後は心機一転教師を志し大学へ入学するも芸人時代以上の極貧生活に苦しむ。そんななか定期的にある人物らから「ほどこし」を受けることになり・・・・

どんぐり（1989年10月9日（35歳） - ）
- 本名は菊地 喬之（きくち たかゆき）。
- 群馬県出身。
- 血液型はO型。
- 事実上のリーダーである。メンバーのスケジュール管理や手続きなどもすべて行うがライブエントリーし忘れ等不手際も多い。
- 2016年結婚[7]。

## 芸風
- 主にコントを行っており、メンバー全員がキックボクシングの経験者のため、ネタに殺陣を取り込んでいることが非常に多い。コントの展開は毎回全く同じような殺陣を披露するので、客側からすると毎回全く同じネタを観ているような感覚になってしまう。
- 過去に一度だけ漫才を披露したことがある。

## エピソード
- メンバー3人全員が小学生時代からの同級生であり、全員18歳でNSCに入学した。
- 「0.03秒」というトリオ名の由来は、最初にNSCに入学した際にトリオ名がまだ何も決まっていなかったが、ニコラスのネットゲーム知り合いで「0.03秒」というハンドルネームを使用している人がおり、その人はそのゲーム内ではかなりの有名人だったため、この人からこの名前をもらおうという話になり、もらってしまい、そのままずっと0.03秒という名前を使い続けていた。なお、そのハンドルネーム0.03秒本人にはちゃんと名前使用の許可はとっている[8]。
- リーダーであるどんぐりが、吉本若手芸人たちによりかつて開催されていたお笑いライブ、AGE AGE LIVE（AGEAGEプロジェクト）のエントリーを3カ月間連続でし忘れてしまったために3カ月間ずっと出られなかった経験がある。

## 出演

### テレビ
- あらびき団（TBS）
- 芸人報道（日本テレビ）[9]
- 日本の新しい笑い2012（日本テレビ）
- 新進気鋭（日本テレビ） - 2012年7月7日
- ZIP!（日本テレビ）- 『笑いの単語チョウ』コーナー
- オールザッツ漫才2012（MBSテレビ） - 2012年12月29日
- 日10☆演芸パレード（TBS） - 2013年4月、5月レギュラー
- 笑っていいとも（フジテレビ）
- 雨上がり決死隊のトーク番組アメトーーク!（テレビ朝日） - 2013年8月15日（ニコラスのみ）[10][11]
- またまた帰ってきた！ゲーム王～ゲム沢直樹が256倍返しだ！～ （ABC朝日放送）- 2013年9月15日 （ニコラスのみ）
- アメトーーーーーーーーーーク! 輝く55名!! 運動神経と出川と狩野あーーータタラタラタはぬーん5時間SP!!「こんにちはハーフ芸人です!! ゴールデン」（テレビ朝日） - 2013年12月30日（ニコラスのみ） [12]
- 土曜プレミアム・芸能界特技王決定戦 TEPPEN 2014（フジテレビ） - 2014年1月4日

他

### ラジオ
- TAKUMIZM（bayfm） - 2013年5月25日[14]

他

### インターネット
- ナマイキ!あらびき団（YNN）
- チーム対抗！新春よしログネタバトル（よしログ）
- よしよし動画 24時間生配信「深夜若手寄席」（ニコニコ動画）
- ファミ通LIVE（ニコニコ動画）[4][5]
- PSO2放送局公開生放送ＳＰ２ アークスグランプリ決勝大会 （ニコニコ動画）（ニコラスのみ）
- 共闘学園　開校直前スペシャル!!!!（ニコラスのみ）
- 共闘学園　熱いぜ！夏の共闘教室!!!!（ニコラスのみ）

他

### お笑いライブ・舞台・イベント
- 単独LIVE『MAX SPEED!!』
- AGE AGE LIVE（ヨシモト∞ホール）
- 渋谷ばちーんんんLive
- GET KING LIVE
- GET KING FINAL
- Get King Live最終回SP　コントセレクション
- 彩～irodori～Jr. LIVE[15][16]
- 彩～irodori～Audition
- 彩～いろどり～Jr. Audition決定戦
- 彩～irodori～Jr. Battle
- 彩れ　Amore　～いろどり、いろどる、いろいろ、いろどれ！イヒヒと、いっぱい、イヒれる、イベント！～
- 神保町花月公演『かわいた血』
- JET GIG
- needs
- U-13
- U-14
- よしプリンス、スペシャルライブ『南海キャンディーズ山ちゃん祭り～山里と、超若手と、ときどき同期～』
- はんにゃ単独ライブ　はんにゃチャンネル開局!やっちゃうよ!!（ニコラスのみ）
- 22世紀寄席
- お笑いライブ in 神保町花月 「HOP!STEP!卒業!!」目指せ金メダル！！ 春のトリオンピック ～勝たなきゃトリオ卒業させちゃうぞ☆～
- 目指せ！エメマンバトルＣＭ出演！よしもと若手芸人100組ネタバトル
- 第１回NSC東京杯争奪戦超若手チャンピオンリーグ予選14期代表者選出戦
- 東京NSC14期生の乱～勝ち組はオレ達だ！
- 超若手トーク祭り～東京NSC14期生編～
- ～同期ネタバトル～14期編～
- ミッドナイトバトル 11期対14期
- ミッドナイトバトル 12期VS14期
- ミッドナイトバトル 13期対14期 ニューウェーブマッチ！
- ミッドナイトバトル 14期対15期 ニューウェーブマッチ！
- 13期vs14期vs15期対抗歌合戦
- それ、14期がやりますっ！！
- キングオブコントへの寄り道
- 秋葉原PCゲームフェスタ!! 『Dragon Nest』（ニコラスのみ）
- JIMBOCHOトーク]『トリオ首脳会談』（ニコラスのみ）
- 向井慧と細目とデブ（ニコラスのみ）
- 花金寄席
- 朝練～囲碁将棋の永久古今東西ギネス新～
- 朝練～かたつむり林の大喜利トンパチ野郎～
- ゲストサカイスト
- ギンナナ・菊池 芸歴5年目の同期？にケンカを売る
- 幽太郎の部屋
- コント広場
- イロメキライブ
- 新春ネタ祭 ～超本気かくし芸スペシャル～
- お年玉争奪・超若手各期対抗戦ネタバトル
- RUN&GUN イベント　FUN&GUN
- 2013年だよ！　∞NEW YEAR LIVE　～お笑い福袋 ネタ50連発！～
- ショートコントで3時間
- 東京吉本超若手トークライブ ～5年目以下でここでしか話せない話します!!～
- コント無法地帯～TVもねえ、ネットもねえ、それなら規制も関係ねえ！好き勝手なネタやります～
- ミルクプロレス
- チーモン・ブロキャスpresents!!
- NSCグランプリ・チャレンジマッチ
- 黒船トークライブ
- バクコン～オール新ネタコントライブ～
- GOLD
- GOLD TALK
- ハーフ芸人JAPAN！～お世話になります、秋～（ニコラスのみ）
- トリオ博覧会　～超若手トリオVSおっさんトリオ 超茶番大決戦！！～
- トリオ組合
- トリオ組合SP
- ing!to2012～iNFINITY nEXT gENERATION～
- ing!to2013～iNFINITY nEXT gENERATION～
- 無限大学園 学園祭
- 宿命の対決！コント屋VS漫才師　超若手代理戦争！！
- ∞総選挙～ファンが選ぶ 32立ち位置～
- ムゲデミー賞～お笑い各部門 最優秀賞決定祭～

他

### DVD
- ing! to 2013 〜iNFINITY nEXT gENERATION〜（2013年5月22日発売）[17]